# Artéria femoral
Aviso médico: enfatiza-se a leitura de A Wikipédia não dá conselhos médicos
A artéria femoral é a segunda maior artéria do corpo (a primeira é a aorta), localizada ao longo da coxa, sendo o principal vaso sanguíneo a irrigar o membro inferior.

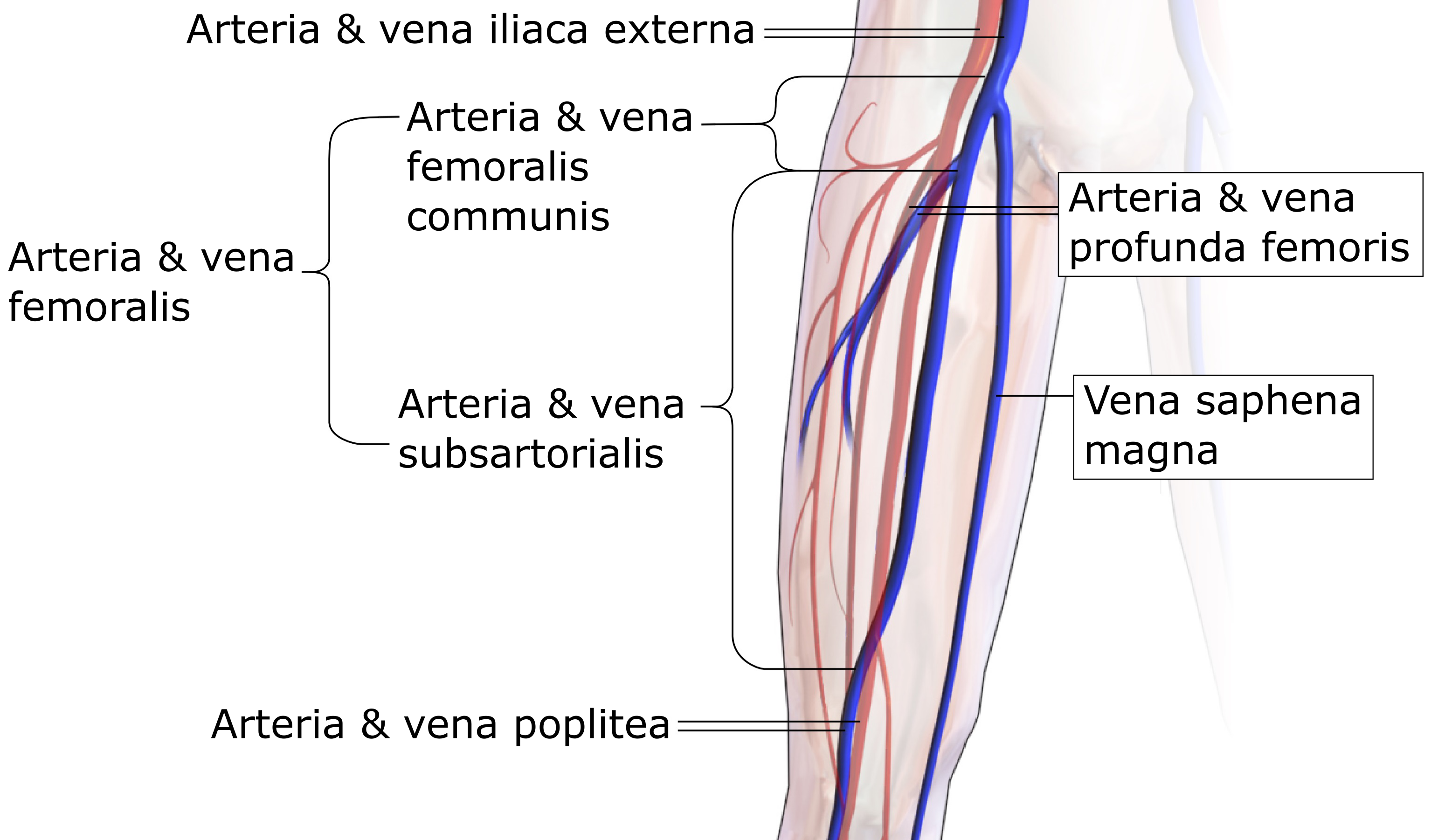
Segmentos.

Ela atinge a coxa por trás do ligamento inguinal, chamada neste ponto de artéria femoral comum, uma continuação da artéria ilíaca externa, estando a meio caminho entre a espinha ilíaca ântero-superior e a sínfise púbica. A artéria femoral comum separa-se da artéria femoral profunda e torna-se a artéria femoral superficial ou a artéria subsartorial, descendo ao longo da parte anteromedial da coxa no triângulo femoral. A artéria passa então através do canal adutor subsartorial [en] e torna-se a artéria poplítea, depois de passar por uma abertura no músculo adutor magno, próximo à junção dos terços distal e médio da coxa.

## Estrutura
As interações da artéria femoral são:
- porção proximal: nos primeiros três ou quatro centímetros, a artéria segue junto à veia femoral, na bainha femoral [en].
- região anterior: na porção superior do percurso, é superficial e recoberta por pele e fáscia. Na porção inferior do percurso, passa atrás do músculo sartório.
- região posterior: a artéria está junto ao músculo psoas, que a separa da articulação do quadril, do músculo pectíneo e do músculo adutor longo. A veia femoral interpõe-se entre a artéria femoral e o adutor longo.
- porção medial: segue junto à veia femoral na porção superior do percurso.
- porção lateral: situa-se o  nervo femoral e suas ramificações.

A artéria femoral ramifica-se na coxa em vários vasos secundários:
- artéria ilíaca circunflexa superficial [en]: pequena ramificação que chega até a região da espinha ilíaca ântero-superior.
- artéria epigástrica superficial [en]: pequena ramificação que transpassa o ligamento inguinal e chega à região do umbigo.
- artéria pudenda superficial externa [en]: pequena ramificação medial que irriga a pele do escroto (ou dos lábios maiores).
- artéria pudenda profunda externa [en]: ramificação medial que também irriga a pele do escroto (ou dos lábios maiores).
- artéria femoral profunda: grande e importante ramificação que origina-se na lateral da artéria femoral cerca de quatro centímetros abaixo do ligamento inguinal. Percorre medialmente atrás dos vasos femorais [en] e entra no compartimento fascial medial da coxa. Na sua porção distal, torna-se uma das quatro artérias perfurantes [en]. Da sua porção inicial, originam-se a artéria circunflexa femoral medial [en] e a artéria circunflexa femoral lateral [en]; ao longo de seu percurso, dá origem a três artérias perfurantes.
- artéria genicular descendente [en]: pequena ramificação que tem origem na  artéria femoral, próximo à sua terminação dentro do canal adutor subsartorial [en]. Auxilia na irrigação das articulações do joelho.

Na linguagem clínica, a porção da artéria femoral proximal à origem da artéria femoral profunda é frequentemente denominada artéria femoral comum, enquanto que a porção distal à origem da artéria femoral profunda, é denominada artéria femoral superficial.

## Importância clínica

### Pulsação e acessibilidade
Como a artéria femoral pode muitas vezes ser facilmente palpada através da pele, ela é frequentemente utilizada como acesso em procedimentos como angioplastia para a introdução de cateteres. A partir desta artéria, os fios e os cateteres podem ser direcionados para qualquer parte do sistema arterial na intervenção ou diagnóstico do coração, cérebro, rins, braços e pernas. A direção do movimento do cateter na artéria femoral pode ser contra o fluxo sanguíneo, por exemplo nas intervenções e diagnósticos no coração e perna oposta, ou no mesmo sentido do fluxo, por exemplo nas intervenções e diagnósticos na mesma perna.
A medição da pulsação femoral deve indicar, em condições normais, uma pressão arterial sistólica de cerca de 109 mmHg (14 500 Pa).

### Doença arterial periférica
A artéria femoral é suscetível à doença arterial periférica (DAP). Quando ocorre uma obstrução em decorrência da aterosclerose, pode ser necessária uma intervenção percutânea com acesso a partir da artéria femoral oposta. A endarteriectomia, uma incisão cirúrgica com remoção do ateroma da artéria femoral também são comuns. Se for necessário realizar uma ligadura cirúrgica na artéria femoral para tratar um aneurisma poplíteo, o sangue pode chegar à artéria poplítea distal através de uma ligação com as artérias geniculares [en]. No entanto, se o fluxo na artéria femoral de uma perna normal for interrompido repentinamente, é muito raro que o fluxo sanguíneo distal seja suficiente. Isto porque as artérias geniculares só estão desenvolvidas em uma minoria de indivíduos sãos, não se desenvolvendo na ausência da DAP na artéria femoral.

## História das ilustrações
As ilustrações encontradas em muitos livros e outras publicações, parecem ser derivadas das imagens publicadas pela primeira vez na obra Gray's Anatomy, publicada na segunda metade do século XIX pelo anatomista e cirurgião inglês Henry Gray, com ilustrações de seu colega, o também anatomista e cirurgião inglês Henry Vandyke Carter [en]. Em 2015, a obra estava na 41.ª edição. As ilustrações das artérias geniculares foram publicadas pela primeira vez na edição de 1910, e não foram originadas de dissecações de cadáveres, nem nas edições subsequentes, mas reproduzidas dos escritos do cirurgião escocês John Hunter e do cirurgião e anatomista inglês Astley Cooper, anos depois da descoberta da correlação da artéria femoral com o aneurisma da artéria poplítea [en]. As artérias geniculares nunca foram demonstradas, mesmo com os modernos recursos de imagem, como a angiotomografia. Com estas técnicas, é possível obter imagens com nitidez,

 auxiliando, juntamente com o cateterismo, na investigação e no tratamento de doenças.